# Jimma Genete
Jimma Genete est un woreda de l'ouest de l'Éthiopie situé dans la zone Horo Guduru Welega de la région Oromia. Il compte 64 158 habitants en 2007 et son centre administratif est Hareto.

## Origine et nom
Ancienne partie sud du woreda Jimma Horo, Jimma Genete s'en détache avant 2007 sous le nom de Jima Genete ou Jimma Genete.

## Situation
Limitrophe de la zone Misraq Welega dans la région Oromia, le woreda est bordé dans la zone Horo Guduru Welega par Abe Dongoro, Horo, Guduru et Jimma Rare.
Son centre administratif, Hareto, se trouve 27 km au sud de Shambu. La seconde agglomération du woreda est Biqiltu Qidame, une quinzaine de kilomètres au sud-est d'Hareto.

## Population
Au recensement national de 2007, la population du woreda atteint 64 158 habitants dont 11 % de citadins.
Les agglomérations recensées sont Hareto avec 5 816 habitants et Biqiltu Qidame avec 1 150 habitants.
Environ 46 % des habitants sont orthodoxes, 38 % sont protestants, 12 % sont de religions traditionnelles africaines et 3 % sont musulmans.
En 2022, sa population est estimée à 94 412 personnes avec une densité de population de 229 personnes par km2 et 411,5 km2 de superficie.